# Pakistanska muslimska förbundet – Q
Pakistanska muslimska förbundet – Quaid-i-Azam var ett politiskt parti i Pakistan, bildat 2001 av Mian Mohammad Azhar, Khurshid Kasuri, Syeda Abida Hussain, hennes make Syed Fakhr Imam och andra avhoppare från Pakistanska muslimska förbundet – N.
I valet till den lagstiftande församlingen, den 20 oktober 2002, erövrade partiet 25,7 % av rösterna och 69 mandat (av 272). 
Pakistanska muslimska förbundet - Q gick i maj 2004 samman med följande partier:
- Millatpartiet
- National People's Party
- Sindh Democratic Alliance
- Pakistanska muslimska förbundet – F
- Pakistanska muslimska förbundet – Z
- Pakistanska muslimska förbundet (Junejo)
- Pakistanska muslimska förbundet (Jinnah)

Det nya partiets officiella namn är Pakistanska muslimska förbundet, men för att skilja det från Nawaz Sharifs parti har det kommit att kallas Pakistanska muslimska förbundet – L.  